# Трипп (округ)
Округ Трипп (англ. Tripp County) располагается в штате Южная Дакота, США. Официально образован в 1909 году. По состоянию на 2010 год, численность населения составляла 5644 человек.

## География
По данным Бюро переписи США, общая площадь округа равняется 4189 км2, из которых 4175,084 км2 суша и 12,950 км2 или 0,3 % это водоёмы.

## Население
По данным переписи населения 2000 года в округе проживает 6 430 жителей в составе 2 550 домашних хозяйств и 1 721 семей. Плотность населения составляет 2,00 человека на км2. На территории округа насчитывается 3 036 жилых строений, при плотности застройки около 1,00-го строения на км2. Расовый состав населения: белые — 87,48 %, афроамериканцы — 0,03 %, коренные американцы (индейцы) — 11,20 %, азиаты — 0,06 %, гавайцы — 0,00 %, представители других рас — 0,08 %, представители двух или более рас — 1,15 %. Испаноязычные составляли 0,86 % населения независимо от расы.
В составе 30,40 % из общего числа домашних хозяйств проживают дети в возрасте до 18 лет, 56,90 % домашних хозяйств представляют собой супружеские пары проживающие вместе, 6,60 % домашних хозяйств представляют собой одиноких женщин без супруга, 32,50 % домашних хозяйств не имеют отношения к семьям, 29,60 % домашних хозяйств состоят из одного человека, 15,70 % домашних хозяйств состоят из престарелых (65 лет и старше), проживающих в одиночестве. Средний размер домашнего хозяйства составляет 2,48 человека, и средний размер семьи 3,08 человека.
Возрастной состав округа: 27,70 % моложе 18 лет, 6,20 % от 18 до 24, 24,40 % от 25 до 44, 21,90 % от 45 до 64 и 21,90 % от 65 и старше. Средний возраст жителя округа 40 лет. На каждые 100 женщин приходится 97,40 мужчин. На каждые 100 женщин старше 18 лет приходится 94,70 мужчин.
Средний доход на домохозяйство в округе составлял 28 333 USD, на семью — 36 219 USD. Среднестатистический заработок мужчины был 22 588 USD против 18 070 USD для женщины. Доход на душу населения составлял 13 776 USD. Около 15,90 % семей и 19,90 % общего населения находились ниже черты бедности, в том числе — 20,70 % молодежи (тех, кому ещё не исполнилось 18 лет) и 17,60 % тех, кому было уже больше 65 лет.